# Хорват, Драго
Драго Хорват (словен. Drago Horvat; род. 9 июля 1958, Есенице) — югославский хоккеист, нападающий.

## Биография
Известен по многолетним выступлениям за «Акрони Есенице». Выступал на зимней Олимпиаде 1984 года (в пяти играх не отличился ни разу). В 1979 году на чемпионате мира в группе C в 7 играх забросил три шайбы и отдал шесть голевых передач. Член Словенского хоккейного зала славы с 2008 года.